# Kelvin Kiptum
Kelvin Kiptum Cheruiyot (Keiyo, 2 de dezembro de 1999 – 11 de fevereiro de 2024) foi um fundista queniano, recordista mundial da maratona — 2:00:35 — e o único homem na história a correr uma maratona abaixo de 2:01:00 em uma corrida oficial elegível para recordes. Ele detém três das seis maratonas mais rápidas já disputadas.

## Carreira
Aos 18 anos venceu a meia-maratona de Eldoret, no Quênia, com o tempo de 1:02:01. Estreou internacionalmente na Meia Maratona de Lisboa, em março de 2019, terminando em quinto lugar com um novo recorde pessoal de 59:54. Em dezembro de 2020, estabeleceu o melhor recorde consecutivo na prova de 58:42, ficando em sexto lugar na Meia Maratona de Valência. Em 2021, correu meias maratonas em 59:35 e 59:02 em Lens, França (primeiro) e Valência (oitavo), respectivamente.
Estreou em maratonas na Maratona de Valência de 2022, com a marca de 2:01:53, a mais rápida maratona de estreia na história e o então terceiro melhor tempo mundial para a prova. Como o feito, se tornou o terceiro atleta a quebrar a marca de 2:02:00 para a maratona. Em abril do ano seguinte, venceu a Maratona de Londres, com o tempo de 2:01:25, segunda marca da história e um tempo apenas 16 segundos mais lento que o recorde mundial do compatriota Eliud Kipchoge.
Disputando apenas sua terceira corrida na distância — vencendo as três — em outubro de 2023, venceu a Maratona de Chicago com o tempo de 2:00:35, estabelecendo um novo recorde mundial para a maratona.

## Morte
Kiptum morreu após um acidente de carro na estrada que liga Eldoret a Kaptagat, no Quênia, em 11 de fevereiro de 2024, junto com seu treinador, o ruandês Garvais Hakizaman. Ele tinha 24 anos.

## Melhores marcas
| Evento        | Marca                     | Local     | País           | Data |
| ------------- | ------------------------- | --------- | -------------- | ---- |
| 10000 metros  | 28:27                     | Estocolmo | Suécia         | 2021 |
| 10 km         | 28:17                     | Utrecht   | Países Baixos  | 2019 |
| Meia-maratona | 58:42                     | Valência  | Espanha        | 2020 |
| Maratona      | 2:00:35 (recorde mundial) | Chicago   | Estados Unidos | 2023 |